# Alfons van Katwijk
Alphonsus Wilhelmus Franciscus Maria van Katwijk, anomenat Alfons o Fons van Katwijk (Oploo, Sint Anthonis, Brabant del Nord, 1 de desembre de 1951) és un ciclista neerlandès, professional entre 1976 i 1987.
El 1976, com a ciclista amateur, va prendre part als Jocs Olímpics d'Estiu de Mont-real. En el seu palmarès destaquen dues victòries d'etapa a la Volta a Espanya de 1978. Els seus germans Piet i Jan i la seva filla Nathalie també foren ciclistes professionals.

## Palmarès
- 1971
  - 1r a la Fletxa del Sud
- 1975
  - 1r a la Fletxa d'or (amb André Gevers)
- 1976
  - Vencedor de 2 etapes de l'Olympia's Tour
- 1977
  - Vencedor d'una etapa de la Volta a Aragó
- 1978
  - Vencedor de 2 etapes de la Volta a Espanya
- 1979
  - 1r al Campionat de Flandes
  - Vencedor d'una etapa de l'Étoile de Bessèges
- 1982
  - Vencedor d'una etapa dels Sis dies del Rin i de la Gouwe
- 1983
  - Vencedor d'una etapa de la Volta als Països Baixos
  - Vencedor d'una etapa dels Sis dies del Rin i de la Gouwe
- 1985
  - Vencedor d'una etapa dels Sis dies del Rin i de la Gouwe

### Resultats a la Volta a Espanya
- 1978. 54è de la classificació general. Vencedor de 2 etapes

### Resultats al Giro d'Itàlia
- 1980. Abandona